# Азартні ігри в Аргентині
Азартні ігри в Аргентині є легальними, але знаходяться в процесі оформлення відповідного законодавства. З листопада 2020 року онлайн-казино є фактично легальними в провінціях Буенос-Айрес та Санте-Фе.

## Історія
Заявки на отримання ліцензій розглядаються радою, яка оцінює критерії організацій. Деякі з вимог включають рівень досвіду, безпеки даних та фінансових можливостей. Крім того, ліцензіатb повинні мати чітку маркетингову стратегію, яка не спрямована на громадян, молодших 18 років. Ліцензії на онлайн-ігри видаються на 15-літній термін. Видача ліцензій в самому місті Буенос-Айрес, однак, відрізняється: ліцензія видається на п'ять років.
Податковий закон Аргентини 2019 року передбачає, що податкові збори збільшать витрати на соціальну допомогу. За оцінками, e провінції Буенос-Айрес надходження можуть скласти 169 млн $ щороку. Закон вимагає обмеження на вік учасників у 19 років, а також обов'язкову реєстрацію кожного учасника у ліцензованому онлайн-казино.
В липні 2020 року в місті Росаріо було закрито мережу нелегальних казино, якою керувало кримінальне угруповання Los Monos (у перекладі — «мавпи»). Серед обвинувачених у справі — колишній начальник поліції Алехандро Торрісі, якого заарештували в виході з нелегального казино з конвертом грошей у руках. Він нібито допоміг звільнити членів банди ув'язнених, а також керував деякими гральними закладами.
Тоді ж було схвалено законопроєкт щодо лудоманії, що надало державному регулятору можливість організовувати лікуванням від залежності, реалізовувати програми профілактики та контролювати всю рекламу азартних ігор. Уряд країни очікував податкових надходжень у розмірі 6,6-9,2 млн $ щороку від онлайн-гемблінгу.
Згідно бюджету на 2021 рік, Аргентина підняла податки на азартні ігри у 1,5 рази, з 2 до 5 %.

## Онлайн-казино
У деяких провінціях Аргентини онлайнові казино не регулюються. У провінції Санта-Фе гральні сайти отримали тимчасовий дозвіл на роботу, незважаючи на те, що в місцевому конгресі це питання ще не обговорювалося.
2016 року в Аргентині було встановлено податок на онлайн-казино на рівні 2 %, він діяв до 2021 року.
У грудні 2018 року уряд Буенос-Айресу, найбільшої провінції та міста Аргентини, підписав розпорядження щодо легалізації інтернет-казино. Губернатор провінції Марія Еухенія Відаль дозволила роботу онлайн-казино, лотерей та ставок на кінні перегони з метою створення розваг та нових робочих місць. Указ 181/19 дозволяє робити ставки на неспортивні змагання у випадку, якщо подія не є політичною. Загалом уряд видав сім ліцензій на азартні ігри в інтернеті відповідно до нового закону. Рада провінцій Аргентини також починає підтримувати онлайн-азартні ігри. Податкова ставка всіх видів азартних ігор в інтернеті становить 25 % від доходу. Це на 10 % більше, ніж було запропоновано спочатку, на етапі обговорення законопроєкту.
У вересні 2020-го в Буенос-Айресі було затверджено поправки до закону про азартні ігри, вони дозволили операторам наземних казино отримувати ліцензії на відкриття онлайн-казино (ініціатором виступила партія чинного губернатора Орасіо Родрігеса Ларрети). До отримання ліцензій не було допущено компанії, що перебувають під слідством, або які раніше порушували законодавство Аргентини.
У листопаді 2020 Аргентина збільшила податок на онлайнові азартні ігри з 2 до 5 %, при цьому Аргентинська державна лотерейна асоціація (ALEA) розкритикувала ці зміни, вважаючи, що підващення податку спровокує ріст нелегальних казино.
2020 року за поданням Державної лотерейної асоціації (ALEA), Юридичний і технічний секретаріати країни та Національне управління реєстру доменів інтернету схвалили запровадження доменного імені третього рівня .bet.ar, що буде використовуватись для авторизованих онлайн-казино країни. В січні 2021 року було видано 7 нових лійцензій для казино в країні, їх зокрема отримала компанія William Hill та її партнери.